# Doloresita
La doloresita és un mineral de la classe dels òxids. Rep el nom pel riu Dolores, un important rierol de l'altiplà de Colorado a prop de la seva localitat tipus.

## Característiques
La doloresita és un òxid de fórmula química V₃4+O₄(OH)₄. Es tracta d'una espècie aprovada per l'Associació Mineralògica Internacional, i publicada per primera vegada el 1957. Cristal·litza en el sistema monoclínic.
Segons la classificació de Nickel-Strunz, la doloresita pertany a «04.HE: Filovanadats» juntament amb els següents minerals: melanovanadita, shcherbinaïta, hewettita, metahewettita, bariandita, bokita, corvusita, fernandinita, straczekita, häggita, duttonita i cavoïta.

## Formació i jaciments
Va ser descoberta a la mina La Sal Núm. 2, situada a Beaver Mesa, al comtat de Mesa (Colorado, Estats Units). Ha estat descrita també en nombroses de l'estat de Colorado i d'altres estats del mateix país, així com a d'altres indrets d'Austràlia i de l'Uzbekistan.